# Nanobryum
Nanobryum là một chi rêu trong họ Fissidentaceae.